# 熱帶性低氣壓WP242018
熱帶性低氣壓WP242018（菲律賓大氣地球物理和天文服務管理局：Luis，臺灣中央氣象局：0823熱帶性低氣壓）是2018年太平洋颱風季第24個獲聯合颱風警報中心升為熱帶低氣壓，以及第12個獲菲律賓大氣地球物理和天文服務管理局給予當地名稱的熱帶氣旋。該系統在8月22日於南海東北部形成，之後其向東北移動並稍為增強。翌日（23日）登陸臺灣，並和西南季候風共同導致菲律賓、臺灣、福建、廣東、江西、香港出現暴雨，南臺灣和中臺灣更出現嚴重淹水。徘徊臺灣1日後，該系統於24日早上向西橫越臺灣海峽，25日早上登陸福建。26日循闽浙沿海向西南移動並逐漸消散。

## 氣象歷史
本段強度分級以世界氣象組織分級敘述。依臺灣中央氣象局的標準，「颱風」即強度被評級為輕度颱風以上的熱帶氣旋。
一個背風渦旋於8月22日凌晨時份在臺灣海峽南部成為熱帶擾動，美國海軍研究實驗室在凌晨1時半給予編號92W，3小時後聯合颱風警報中心對該系統在1日內形成熱帶氣旋的機會評為「低」。隨著該系統的低壓環流中心逐漸鞏固，日本氣象廳在早上8時把該系統升為增強為熱帶低氣壓，臺灣中央氣象局在上午10時半跟隨。而聯合颱風警報中心在下午2時將上述機會評級升為「中」，至下午6時半再升至「高」，同時發布熱帶氣旋形成警報。
該系統略為增強，臺灣中央氣象局在晚上9時表示其「有發展為輕度颱風之趨勢」。23日早上6時半，該系統在臺灣屏東縣東港鎮登陸。臺灣中央氣象局表示此系統自登陸後結構受破壞，可能出海後重整再發展，並不能排除發展為輕度颱風的可能。當該系統已移至高雄附近時，中國國家氣象中心才於上午9時45分將該系統升為熱帶低壓。香港天文台則在上午11時45分表示「一個熱帶氣旋似乎在形成中」，45分鐘後（下午12時半）旋即把該系統升格為熱帶低氣壓。臺灣中央氣象局表示，該系統移入臺灣本島後，導引氣流減弱造成移速緩慢，再加上其環流與西南風形成一條明顯的輻合線，有利於對流胞發展，輻合線南側為強西南風配合地形效應，造成此次降雨不僅在山區連平地皆有明顯降雨發生，且延時極長；該機構副局長鄭明典則稱臺灣南部的強對流產生熱源，原本北移的熱帶性低氣壓受其影響而減緩北移速度，系統滯留又造成南部更持續的熱源；該機構簡任技正伍婉華則於當日下午5時表示，該系統中心已移動至嘉義縣一帶，增強空間有限，其移動速度不快引致臺灣南部出現災情；前臺灣中央氣象局氣象預報中心主任吳德榮亦表示該系統發展為颱風的機率不高，但由於其於季風低壓環流內發展，螺旋雨帶激發對流，加上西南風受地形抬升，在臺灣南部易出現長延時強降雨。
聯合颱風警報中心於24日凌晨5時將其升格為熱帶低氣壓，給予熱帶氣旋編號24W，並表示該系統低層環流中心雖暴露，但基於紅外線衛星雲圖及台灣雷達觀測，評估其強度已達熱帶低氣壓標準，其位於弱垂直風切及合適的海溫，但該系統高低層分離及赤道方向流出偏弱，不利其發展。臺灣中央氣象局表示，該系統中心已於早上8時進入台中外海，並提醒台灣中部及南部地區仍受該系統外圍環流影響，仍有劇烈雨勢。
該系統橫過臺灣海峽期間未有如中國國國家氣象中心和臺灣中央氣象局較早前預測般增強為熱帶風暴，中國國家氣象中心表示該系統以熱帶低壓強度在25日早上9時40分於福建省莆田市秀屿再次登陸。中國國國家氣象中心在下午3時對該系統停止編報，並表示該系統的低層環流中心已無法辨認，半小時後香港天文台亦把該系統降為低壓區。聯合颱風警報中心在下午5時則表示，該系統低層環流中心裸露且幾乎沒有對流，並表示該系統受到地形交互作用且持續減弱，故對其發出最後警報。該系統向西南推進，日本氣象廳終在26日晚上8時把該系統降為低壓區。

## 防災措施

### 臺灣

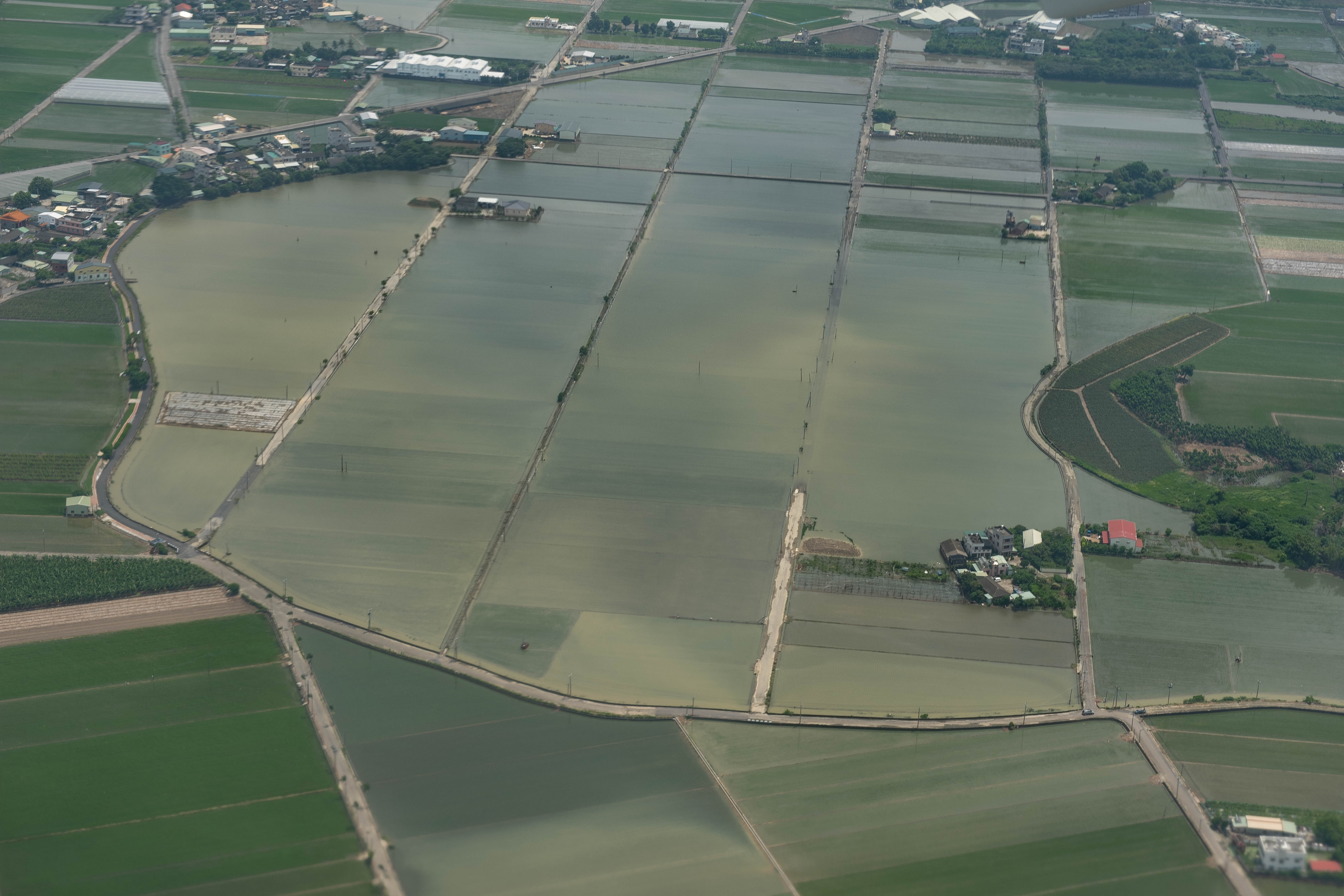
嘉義縣受災狀況。

當該熱帶性低氣壓於鵝鑾鼻以西210公里形成，交通部中央氣象局在22日上午10時半發出熱帶性低氣壓特報，以及下午4時25分發出陸上強風特報，經濟部水利署在當晚開設三級水災應變小組，隨後於23日上午將警戒層級提升至二級開設，並將台南市、高雄市、屏東縣列為淹水一級警戒。此系統於23日早上6時半自屏東縣東港鎮登陸，由於雲雨帶開始影響南部天氣，氣象局同時發出豪雨特報，並表示一旦觀測資料顯示達到輕度颱風等級，將會立即發佈海上陸上颱風警報。受到此熱帶性低氣壓所導致的豪雨影響，台南市政府於上午10時半開設二級災害應變中心，高雄市政府則於中午12時將二級災害應變中心調升為一級災害應變中心。
23日上午，台南市出現強降雨，台南市政府表示根據氣象局資料，並未達《天然災害停止上班及上課作業辦法》所訂之停班停課標準。23日下午，教育部校安中心表示，高雄市及台南市共有9校「個別停課」。隨後，台中市、南投縣、彰化縣、雲林縣、嘉義縣市、台南市、高雄市、屏東縣表示23日晚間停班停課。台中市水利局表示，已備妥3萬包沙包、820塊防汛鼎塊、248部各式抽水機整備，並已完成水利局及各區公所搶修搶險開口契約並通知待命。經濟部水利署表示，經研析相關災害應變資料，並預測該系統移動速度緩慢北移，因此決議在晚間10時開設二級中央災害應變中心。
當晚8時，氣象局表示該系統中心已移至雲林縣，緩慢向北北西移動。25分鐘後，氣象局針對高屏地區、台南地區、嘉義地區、雲林地區發布超大豪雨特報，並呼籲民眾注意雷擊、強陣風及瞬間大雨帶來的洪水、土石流等現象。隨後高雄市政府表示，根據氣象局警特報資料及避免大高雄生活圈停班課不一致，宣布24日停班停課，台南市政府亦跟進宣布，南部地區僅屏東縣政府表示24日預測雨量未達《天然災害停止上班及上課作業辦法》所訂之停班停課標準，當日正常上班上課。晚上9時，嘉義地區及雲林地區宣布24日停班停課，雲林縣長李進勇表示，雲林縣雖無災情，但考量危險程度，進行此決議。原先宣布翌日正常上班上課的彰化縣及南投縣，在24日0時宣布當日停止上班上課，彰化縣政府表示經再評估後，更改決定。南投縣政府則表示，因轄區多屬山區，且雨量預測已達《天然災害停止上班及上課作業辦法》所訂之停班停課標準，故更改決定。
中央災害應變中心副指揮官曾文生在8月24日指示經濟部水利署，應配合地方政府需求，積極調度抽水機支應救災；交代地方政府疏散撤離及收容安置組，持續掌握土石流紅、黃色警戒區域之警戒及雨量狀況，落實疏散撤離及收容安置工作，而對於幼兒、老人、行動不便及重症病患等弱勢族群，更應提高警覺即早啟動疏散撤離措施；要求行政院農業委員會密切掌握蔬菜供應及價格，務必落實調節工作，並全力避免水災過後可能造成價格大幅波動之情形；特別提醒民眾在停班停課期間，應儘量在家作好防汛措施，在豪雨警報區域避免從事登山或河川、溪流戲水與觀浪活動，以維護民眾安全。
隨著此熱帶性低氣壓逐漸遠去，高雄市政府評估山區災害情形，並指出受連日豪雨影響，造成土石鬆軟、含水量過高，因此宣布那瑪夏區、茂林區、桃源區25日停止上班上課。嘉義縣政府則指出，因適逢農曆七月十五天文大潮的影響，沿海地區多處積水未退且境內有多處鄉鎮市大淹水，依據《天然災害停止上班及上課作業辦法》第4條第3款之規定，宣布25日停止上班上課，以利民眾清理家園。
據統計，全臺有6898人撤離，其中開設收容所74處，累計收容人數共1488人；另已完成1149部全臺大型移動式抽水機整備工作。

### 中國大陆

#### 福建
8月23日，泉州市教育局发布紧急通知，要求全市所有高校、中小学、幼儿园，以及各类培训班，即日起至警报解除前，全部停止夏令营、培训班、游学等一切集体活动，並已通知新生注册报到、入学编班的中小学校須适时推迟注册报到日期。
福建省海洋与渔业厅則表示，截至24日7时，福建沿海养殖渔排上26450人已全部撤离上岸；位于闽南、闽中渔场和闽东渔场东经121.5度以西海域的9628艘作业渔船、29068人已撤离。福建海峡高速客滚航运有限公司於當日下午5時表示，为确保船舶航行安全和保护旅客生命财产安全，原定從平潭往返台中航班停航。受到此熱帶性低氣壓外圍環流及午後熱對流的影響，福建省出现分散性暴雨，福建省氣象台則提醒應防范强降水可能引发的城乡积涝、山洪、泥石流和山体滑坡等次生灾害。截至25日10时，該省共关闭景区景点、施工工地1318个，转移群众3.83万人，有1.04万艘船只回港避风。截至26日19時，返回到漁排作業的勞力23847人全部撤離上岸，累計轉移陸上危險區域38419人，該省主要江河水勢平穩，並無重大災情報告。

## 數據紀錄及影響

### 臺灣
| 彭佳嶼 · 17.4 m/s板橋 · 5.8 m/s鞍部 · 6.3 m/s竹子湖 · 2.8 m/s淡水 · 3.4 m/s基隆 · 6.3 m/s臺北 · 6.5 m/s新屋 · 11.1 m/s新竹 · 4.2 m/s宜蘭 · 6.9 m/s蘇澳 · 8.3 m/s花蓮 · 6.9 m/s成功（新港） · 4.9 m/s臺東 · 4.3 m/s大武 · 5.8 m/s蘭嶼 · 22.1 m/s臺中 · 4.0 m/s梧棲 · 9.7 m/s日月潭 · 2.9 m/s阿里山 · 4.6 m/s嘉義 · 7.0 m/s玉山 · 13.9 m/s臺南 · 9.3 m/s高雄 · 8.9 m/s恆春 · 8.5 m/s澎湖 · 12.6 m/s東吉島 · 17.9 m/s金門 · 7.3 m/s馬祖 · 8.0 m/s 中華民國交通部中央氣象署署屬氣象測站測得最大持續風力。圖例： · 測得5級風或以下 · 測得6至7級風 · 測得8至9級風 | 彭佳嶼 · 23.6 m/s板橋 · 14.4 m/s鞍部 · 15.1 m/s竹子湖 · 9.3 m/s淡水 · 11.1 m/s基隆 · 12.3 m/s臺北 · 12.4 m/s新屋 · 17.8 m/s新竹 · 10.4 m/s宜蘭 · 12.8 m/s蘇澳 · 13.4 m/s花蓮 · 10.2 m/s成功（新港） · 10.2 m/s臺東 · 10.8 m/s大武 · 13.2 m/s蘭嶼 · 35.5 m/s臺中 · 8.7 m/s梧棲 · 14.3 m/s日月潭 · 5.3 m/s阿里山 · 12.7 m/s嘉義 · 18.8 m/s玉山 · 19.5 m/s臺南 · 22.9 m/s高雄 · 19.3 m/s恆春 · 21.2 m/s澎湖 · 19.0 m/s東吉島 · 24.3 m/s金門 · 9.3 m/s馬祖 · 14.8 m/s 中華民國交通部中央氣象署署屬氣象測站測得最大陣風。圖例： · 測得5級風或以下 · 測得6至7級風 · 測得8至9級風 · 測得12至15級風 |

- 當地評定巔峰強度分級：（CWB）
- 當地評定最大持續風速：15每秒（29節；54每小時）（十分鐘）
- 當地評定中心最低氣壓：992百帕斯卡（29.29英寸汞柱）
- 當地發布之警特報：熱帶性低氣壓特報

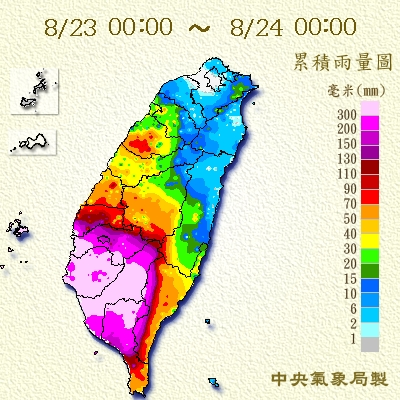
熱帶性低氣壓在臺灣地區之總雨量圖（8月23日—24日）。

此熱帶性低氣壓挾帶猛烈雨勢，時雨量多處達100公釐以上，曾文水庫及烏山頭水庫蓄水量因而受惠，截至24日上午5時，嘉義縣鹿草鄉的最大降雨量更測得635毫米，亦同時造成臺灣中部、南部嚴重淹水，部份地區傳出數宗停電災害，風暴至今造成9人罹難，當中一人觸電致命，另外高雄有興建中大樓地盤鷹架被強風吹至倒塌壓死3人，而在縣道139號發生嚴重交通意外，一輛小貨車在八卦山疑因天雨路滑視線不清，失控墮下山谷，2人傷重不治。而在25日，有一名老農為巡查自家農田，結果開車落水不幸溺斃，亦有一名老翁為中元節外出購買供品，不慎連人帶車掉進水裡溺斃，台南市安南區亦發生老翁疾病發作暈眩倒在積水中不幸溺斃的案件。此外，水災造成台灣多處省道受到影響，交通部公路總局於上午10時半成立緊急應變小組，並在台17線佳冬羌園路段、台20線南橫公路、台26線屏鵝公路、台29線那瑪夏路段預置機具部署人力，並針對台29線那瑪夏至甲仙段採取車輛管制。受山區大雨影響，台20線南化段約51.2公里處於23日下午2時發生土石流，並未造成人員傷亡。另受外圍環流影響，臺灣中央氣象局亦在墾丁沿岸測得超過1米的長浪，高雄近海共有四艘船隻擱淺，並有53位船員等待救援。
大眾運輸方面，高雄國際機場航班起降受到此熱帶性低氣壓影響，共有6班國內航線取消、2班國際航班轉降桃園機場、1班東沙包機取消。臺灣鐵路管理局於23日上午獲報，鳳山車站南端10K處，因大雨水淹軌面無法行車，經搶修後，於11時50分西正線恢復通車，東正線該地點60公里慢行，直到中午12時23分，鳳山站南下東線才恢復正常速度行駛。23日下午，因牛埔溪橋水位超過警戒線，造成台鐵橋頭至岡山間385K+500處積水，台鐵表示待雨勢趨緩並達到安全界線，才會恢復通行。
據統計，全臺共1231處出現淹水，農林漁牧產物損失高達3億6903萬2000元新臺幣，多達6萬9503戶停電，根據中央災害應變中心統計，截至8月26日中午12點為止，共有約140萬隻雞、50萬隻鴨、20萬隻鵝、7000頭豬死亡。教育部校安中心則表示，截至24日下午，共有157所學校受災，災損金額初估新台幣1806萬多元，其中以高雄市災損886萬多元為最大宗。中央廣播電臺口湖分台亦受其影響而短暫停播。
救災部份，慈濟基金會中南部地區志工進行防救災工作，並於8月24日上午啟動防災協調中心，為災民發配物資且以熱食馳援。行政院院長賴清德則表示，行政院將給予每戶2萬元救助金，淹水戶視情節並可得到租稅減免；農損部分，也已請農委會啟動「農業天然災害救助辦法」，儘速提供農民補助。
中南部的水災也引起部分居住在北台灣的居民質疑中南部治水的成效，嘲諷中南部人的政治選擇
，卻忽略過去中央政府執政長期重北輕南的現象（參見：台北防洪計畫）。

### 中國大陆

#### 福建
- 當地評定巔峰強度分級：（CMA）
- 當地評定最大持續風速：15每秒（29節；54每小時）（二分鐘）
- 當地評定中心最低氣壓：994百帕斯卡（29.35英寸汞柱）
- 当地發布之最高台风预警信号： 颱風黃色預警信號

該熱帶低壓侵襲臺灣後，福建省氣象台預計其將於8月24日登陸福建，該機構於23日上午11時05分發出颱風藍色預警信號，隨後福建省氣象局在中午12時正啟動重大氣象災害（颱風）四級應急響應，26日上午8时提升至三级，29日上午11时再升至二级
。因應該系統進一步逼近，福建中北部沿海吹起6至7級風，福建東北部沿海、浙江東南部沿海則出現瞬間7至8級風，上述地區沿海部份島嶼達9至10級，福建省氣象台於24日上午9時半發出颱風黃色預警信號。受該系統的雨帶影響，福建东北部沿海、浙江东南部出现暴雨或大暴雨（100～243毫米）；而福建17個縣當中，40個鄉鎮錄得超過50毫米雨量，當中三明沙縣和三元區的雨量更超過100毫米；最大1小時雨量則出現在漳州平和山格鎮65.5毫米，福建省氣象台在早上7時50分發出暴雨藍色預警信號，並在下午3時45分改發暴雨黃色預警信號。宁德市柘荣县在25日上午10時50分，縣氣象台發布暴雨紅色預警信號，縣內大部分鄉鎮連續兩日皆浸泡在洪水中，72小時最大過程雨量達到480毫米，局部地區出現284公釐暴雨，其中東源鄉在3小時內之降雨量逾94公釐，當天降雨量為270公釐，該縣鸳鸯草场竹家楼水库工程於25日多人遭洪水围困，此後當地公安消防大队赶赴现场营救转移25名被困民众，且據稱該市多处道路被淹，多處民宅进水。
福建省氣象台於上午6時表示，該系統強度變化不大，並以每小時10公里左右的速度向西偏北方向移動。該系統即將在褔建登陸之際，福建省氣象台在凌晨5時20分發出暴雨橙色預警信號。該系統在早上9時40分登陸莆田市秀嶼區，隨後其強度下降，福建省氣象台在上午11時35分改發颱風藍色預警信號，至下午3時15分解除所有颱風預警信號。

#### 其他地区
另外，江南東部以及華南地區南部皆出現出現明顯降水天氣，其中江西省贛州市安遠縣於8月26日晚間8時至27日上午7時發生強降水，7個站點累計降水量達50公釐以上，4個站點累計降水量達100公釐以上，7個站點的小時雨量逾30公釐，其中車頭鎮的小時雨量達60.8公釐。
為應對此次強降水天氣，安遠縣氣象局實行24小時帶班值班制度，嚴密監視天氣變化，25日向縣委縣政府、相關防汛部門發布重要天氣信息，26日晚先後發布雷電黃色預警信號、暴雨藍色預警信號、暴雨黃色預警信号。

### 菲律賓
位於南海東北部的低壓區在23日上午11時增強為熱帶低氣壓，菲律賓大氣地球物理和天文服務管理局給予當地名稱「路易斯」（Luis）。菲律賓大氣地球物理和天文服務管理局指出，路易斯雖不會直接影響菲律賓，但其引進西南季候風將在24日導致菲律賓出現中等至強烈降雨，山區及低窪地區有可能出現水浸及山泥傾瀉。

## 中華民國政府勘災
2018年7月，高雄市政府水利局表示，過去12年投入新台幣235億元推動多項治水工程，另斥資新台幣68億元打造15座滯洪池。而受到此次熱帶性低氣壓影響，高雄市區許多道路出現淹水情形，引發網友調侃「50天內就破功」。高雄市政府回應，受到此次熱帶性低氣壓影響，滯洪池仍有發揮效用，市區淹水主要是受排水系統宣洩不及所致，無論哪座城市的排水系統都難以容納100毫米的時雨量。

### 失言爭議
2014年3月，時任台南市長賴清德以三爺溪舉例，稱「淹30年的痛苦，我花3年解決，大家都覺得不可思議。」，並於2017年8月表示，中央政府過去12年在台南執行易淹水計畫及流域綜合治理計畫，共計核定新台幣239.8億元，沿岸淹水持續時間、範圍及淹水深度均比以前改善許多。受到此次熱帶性低氣壓影響，台南多處淹水，就任行政院長的賴清德被指治水破功，賴清德則表示「24小時降雨超過600毫米這樣雨勢，下在台灣哪一個城市，不會淹水？」，隨後更回應「看哪個批評的人可以講出來，讓他當上帝，選擇這些雨量下在哪個地方」。台南市水利局長彭紹博則表示，本次災情並非「防洪失靈」，而是降雨量超過了保護程度。總統蔡英文則稱：「賴揆想表達此次降雨量確實超過極端值，以致淹水情形嚴重，但不代表政府過去所做的努力都是白費，就如同嘉義縣的情況，過去施作的水利工程有助積水快速消退，工程需要一個階段、一個階段去做。每當有災害發生，我們都會累積更多經驗，讓整體的防災能量更高。」
翌日，賴清德至嘉義縣勘災後，受媒體採訪時表示，要向在這一次風災中受苦的民眾道歉，所有責難到他為止。更表示希望中國國民黨及民主進步黨停止彼此攻擊，一起捲袖投入救災工作。賴清德隨後前往台南市勘災後，再度向災民道歉並表示「謙卑、誠實面對老天爺的檢驗」。中華民國總統蔡英文在勘災後，回答記者詢問有關賴清德失言爭議時，表示賴清德的道歉是為了政策，絕非為了選舉考量。

### 搭乘雲豹車爭議
中華民國總統蔡英文於25日下午前去嘉義縣勘災，隨後因搭乘雲豹8輪裝甲車，遭到當地居民拉起封鎖線並表示「要勘災就下來走」，甚至有居民表示「再開進來就把我輾過去」，網友更拿出前宜蘭縣長陳定南的照片進行比較，並表示陳定南是民主進步黨最後的聖人。總統府發言人黃重諺則駁斥，表示總統於勘災期間全程穿雨鞋，並沒有規避涉水的問題。
翌日，中國國民黨立法院黨團書記長曾銘宗強力譴責蔡英文搭乘軍用裝甲車勘災，蔡英文在記者詢問有關搭乘雲豹車引致批評時則表示，原先就預定要在那裡下車，並表示並不是被災民嗆到下來走。隨後，媒體問及是否感到委屈時，蔡英文則表示「怕委屈就不要做總統了」。當日下午，蔡英文再次前去嘉義縣勘災，全程徒步視察，但仍有部分民眾並不領情，直言「水退了來做甚麼？」

### 氣象科研預算編列爭議
中華民國立法院於2016年決議「請財團法人國家實驗研究院研議將性質功能類似中心進行整併之可行性，以發揮最大效益」，使得國家實驗研究院台灣颱風洪水研究中心及科技部國家災害防救科技中心進行整併。國家災害防救科技中心表示，依據科技部《107年一般科技施政計畫審議會議紀錄》之會議結論，預計於2018年12月底完成整併。在此熱帶性低氣壓影響台灣後，中華民國總統蔡英文表示「氣象預報和預警是重中之重」，並要求交通部中央氣象局研究如何提供更即時、更區域性的精確資訊。氣象學家吳聖宇表示：「台灣颱風洪水研究中心也整個被收掉，不得不懷疑：政府真的對於氣象預報預警是有心的嗎？」
隨後，中央氣象局副局長鄭明典表示：「近年氣象局的預算在立法院被形容成『天之驕子』，很受支持。」中央氣象局亦發布新聞稿表示，有一些預算上調配的問題，交通部都會優先幫氣象局處理，甚至吸收「預算統刪」的部分額度。國家災害防救科技中心則指出，整併係將人員與預算轉至災防科技中心執行，主要目的在於讓上游災害防救研發能量能夠與下游的落實工作放置在同一個單位。

## 熱帶氣旋警告使用紀錄

### 臺灣
| 交通部中央氣象局 天氣特報 | 交通部中央氣象局 天氣特報 | 交通部中央氣象局 天氣特報 |
| ------------------------- | ------------------------- | ------------------------- |
| 上一熱帶氣旋              | 熱帶性低氣壓特報          | 下一熱帶氣旋              |
| 熱帶性低氣壓              | 熱帶性低氣壓特報          | 輕度颱風百里嘉            |

### 中國大陸
| 国家气象中心 颱風預警信號 | 国家气象中心 颱風預警信號 | 国家气象中心 颱風預警信號 |
| ------------------------- | ------------------------- | ------------------------- |
| 上一熱帶氣旋              | 颱風藍色預警信號          | 下一熱帶氣旋              |
| 熱帶風暴溫比亞            | 颱風藍色預警信號          | 熱帶風暴百里嘉            |
| 熱帶風暴溫比亞            | 颱風黃色預警信號          | 熱帶風暴百里嘉            |

## 外部連結
| 太平洋颱風季             |
| 主題頁 - 專題 - 編輯指南 |

- （英文）美國聯合颱風警報中心：24W最佳路徑數據 （页面存档备份，存于）
- （繁體中文）臺灣交通部中央氣象局：熱帶性低氣壓雨勢分析、0823熱帶性低氣壓罕見降雨分析 （页面存档备份，存于）
- （繁體中文）中華民國國家災害防救科技中心：20180823熱帶低壓水災事件 （页面存档备份，存于）
- （繁體中文）中華民國行政院農業委員會水土保持局：107年8月23日熱帶低壓事件 （页面存档备份，存于）
- （繁體中文）香港天文台：實時天氣稿（8月23日 （页面存档备份，存于）－24日 （页面存档备份，存于）－25日 （页面存档备份，存于））